# لويس سانت مارتن
لويس سانت مارتن (بالإنجليزية: Louis St. Martin)‏ هو سياسي أمريكي، ولد في 17 مايو 1820 في مقاطعة سانت تشارلز في الولايات المتحدة، وتوفي في 9 فبراير 1893 في نيو أورلينز في الولايات المتحدة. حزبياً، نشط في الحزب الديمقراطي. وقد انتخب عضو مجلس نواب لويزيانا وانتخب عضو مجلس النواب الأمريكي.